# Richie Frost
Richard „Richie“ Frost (* 25. Juli 1927 in Los Angeles; † 21. Februar 2023 in Santa Fe, New Mexico) war ein US-amerikanischer Jazz- und Studiomusiker (Schlagzeug).

## Leben und Wirken
Frost begann seine Karriere als Jazz-Schlagzeuger, hauptsächlich in Paris zwischen 1948 und 1952, wo er an Aufnahmen von Hubert Fol and the Be Bop Minstrels, James Moody, Jack Dieval/Bill Coleman, André Hodeir/Roger Guerin (Jazz et jazz) und Don Byas beteiligt war. Nach seiner Rückkehr nach Los Angeles sprang er 1953 für Al Levitt kurz im Quartett von Stan Getz ein. Mit den Musikern Stu Williamson, Charlie Mariano und Leroy Vinnegar wirkte Frost in dem Kriminalfilm T-Bird Gang (1959) von Richard Harbinger mit, obwohl sein Schlagzeugspiel von Shelly Manne ausgeführt wurde, der auch für die Musik des Films verantwortlich war.
Hauptberuflich wurde Frost in den folgenden Jahren Studiomusiker und trat ab 1958 oft als Schlagzeuger für den Rock-’n’-Roll-Sänger Ricky Nelson auf, darunter in der Rundfunk- und Fernsehshow The Adventures of Ozzie and Harriet. Er bekam auch durch den Gitarristen James Burton das Angebot, als Schlagzeuger in Elvis Presleys Tourneeband zu spielen, doch er lehnte ab und sagte, er wolle den Ärger von Live-Auftritten nicht. Als Sessionmusiker – u. a. bei der Wrecking Crew – wirkte er außerdem bei Aufnahmen von Pat Boone, Nancy Sinatra (Boots, 1966) Lee Hazlewood (Something Special, 1968), Buck Owens, Harry Nilsson und Bobby Darin mit. Im Bereich des Jazz war er laut Tom Lord zwischen 1948 und circa 1958 an elf Aufnahmesessions beteiligt, in den USA auch mit Spud Murphy und Matt Dennis.